# 中國航運
中國航運股份有限公司，簡稱中國航運、中航、CMT，是中華民國的一家航運公司，1940年於中國大陸成立。現任董事長為彭士孝。

## 歷史

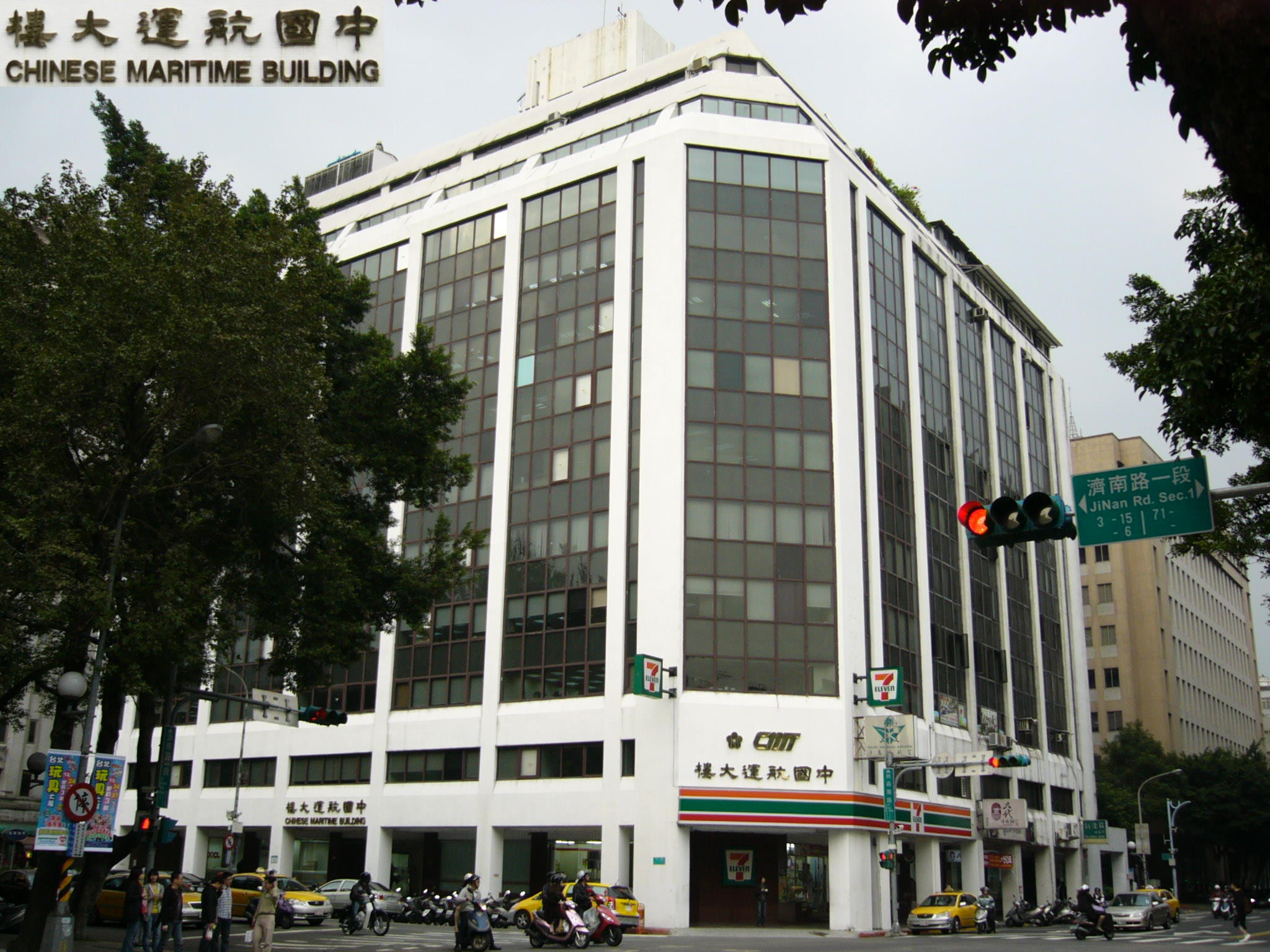
中國航運大樓

1940年，董浩雲在中華民國上海市創立中國航運。1975年2月，貨櫃集散站業者「怡聯股份有限公司」成立於桃園縣楊梅鎮。1978年1月31日，汽車貨櫃貨運業者「偉聯運輸股份有限公司」成立。1994年3月，中國航運在新加坡成立投資控股公司「Chinese Maritime Transport (Singapore) Pte Ltd.」，簡稱「CMTS」。1994年10月20日，中國航運在台灣證券交易所股票上市。
2002年8月7日，偉聯運輸更名為「中國航運運輸股份有限公司」。2004年6月，中國航運在香港成立投資控股公司「Chinese Maritime Transport (Hong Kong) Ltd.」，簡稱「CMT HK」。2004年8月11日，中國航運運輸更名為「中國航運股份有限公司」。2004年9月，中國航運購入怡聯全部股權。2005年，中國航運成立「貿華投資股份有限公司」。2006年，中國航運成立「富望投資股份有限公司」與「貿新投資股份有限公司」，怡聯更名為「中航物流股份有限公司」。

## 外部連結
- 中國航運（页面存档备份，存于）